# Direzione centrale per la polizia stradale, ferroviaria, delle comunicazioni e per i reparti speciali della Polizia di Stato
La Direzione centrale per la polizia stradale, ferroviaria, delle comunicazioni e per i reparti speciali della Polizia di Stato è una struttura del Dipartimento della Pubblica Sicurezza.

## Storia
Nasce formalmente nel 1927 come "Divisione polizia di terra e di mare", articolazione della Direzione generale della pubblica sicurezza.
Nel 1965 è ridenominata "Divisione polizia di frontiera e dei trasporti" per diventare poi "Divisione per la polizia di frontiera, ferroviaria e postale".
Con la legge 121/81 è assegnata alle dipendenze dell'istituendo Dipartimento della pubblica sicurezza, trasformata in "Direzione centrale per la polizia stradale, ferroviaria, di frontiera e postale".
Diventata Direzione centrale per la polizia stradale, ferroviaria, postale, di frontiera e dell'immigrazione con d.P.R. 398/01, dal 2002, in seguito alla legge 189, il Ministero assegnerà alla nuova Direzione centrale dell'immigrazione e della polizia delle frontiere i compiti relativi alla vigilanza dei confini stradali, ferroviari, aerei, marittimi e lacuali nonché all'immigrazione dei cittadini esteri.
Conseguentemente, assumerà l'attuale denominazione.
I reparti mobili e i reparti speciali, invece, nascono direttamente alle dipendenze del Dipartimento stesso che successivamente li inquadra presso la Direzione centrale per gli affari generali - Servizio affari generali, reparti ed unità speciali.

## Struttura
È divisa in 4 servizi:
- Servizio di polizia stradale
- Servizio di polizia ferroviaria
- Servizio polizia postale e comunicazioni
- Servizio per i reparti speciali

## Fonti
beniculturali.it